# جورج روك
جورج روك (بالإنجليزية: George Rock)‏ هو مغني أمريكي، ولد في 11 أكتوبر 1919 في تشامبيغن في الولايات المتحدة، وتوفي بنفس المكان في 12 أبريل 1988.

## وصلات خارجية
- جورج روك على موقع IMDb (الإنجليزية)
- جورج روك على موقع ميوزك برينز (الإنجليزية)
- جورج روك على موقع ديسكوغز (الإنجليزية)